# Evolutionsökologie
Die Evolutionsökologie (auch evolutionäre Ökologie, evolutive Ökologie) ist Teilgebiet der Ökologie, in dem für ökologische Erklärungen, Hypothesen und Theorien in besonderem Maße auch die Erkenntnisse der Evolutionsbiologie einbezogen werden.

## Herkunft des Begriffs
Der Begriff Evolutionsökologie ist im deutschen Sprachraum ursprünglich von paläoökologischer Seite aus (v. a. durch Gerd von Wahlert) in die wissenschaftliche Literatur eingegangen. Davon unabhängig hat sich der Begriff Evolutionary Ecology von angelsächsischen Populationsbiologen (u. a. durch Michael Rosenzweig, Eric R. Pianka, Robert H. MacArthur) aus etabliert. Die erstere Bedeutung zielte mehr auf die langfristigen paläoökologischen und evolutionären Veränderungen ab, die zweite Bedeutung eher auf kürzerfristige und experimentell überprüfbare biologische Interaktionen mit der Umwelt. Da die zentralen Fragestellungen und Erklärungsmodelle und auch vielfach die verwendeten Methoden und Analysen ineinander übergehen, hat sich im Deutschen für beide Aspekte der einheitliche Begriff Evolutionsökologie etabliert.

## Inhalt
Die Evolutionsökologie vereinigt verschiedene Teildisziplinen: Sie umfasst zum Beispiel
- die Differenzierung genetischer Linien im Laufe der Zeit unter wechselnden Umwelten (vgl. hierzu Phylogeographie),
- evolutionsbiologische Aspekte in der Verhaltensökologie,
- die Evolution von Wirt-Parasit-Interaktionen,
- langfristige Evolutionsprozesse, wie den Übergang vom Wasser- zum Landleben im Laufe der Erdgeschichte.

Daher ist der Begriff sowohl unter biologisch orientierten Ökologen und Evolutionsbiologen verbreitet, deren methodisches Rüstzeug vielfach dasjenige der Molekularen Ökologie ist, als auch bei paläoökologisch arbeitenden Paläontologen.

## Zeitschriften
- Evolutionary Ecology Research. Evolutionary Ecology Ltd., Tucson (USA). Editor-in-Chief: Michael L. Rosenzweig.